# Division de Bahawalpur
La division de Bahawalpur (en ourdou : بہاولپور ڈویژن) est une subdivision administrative du sud de la province du Pendjab au Pakistan. Elle compte près de 11,5 millions d'habitants en 2017, et sa capitale est Bahawalpur.
Comme l'ensemble des divisions pakistanaises, la subdivision a été abrogée en 2000 avant d'être rétablie en 2008.
La division regroupe les districts suivant :
- district de Bahawalnagar
- district de Bahawalpur
- district de Rahim Yar Khan

## Histoire
L'actuelle division de Bahawalpur correspond à l'ancien État princier de Bahawalpur, qui remonte à 1690, et qui a été successivement intégré à l'Empire moghol de 1802 à 1858 puis au Raj britannique de 1858 à 1947. À l'occasion de la création du Pakistan, alors que les différents États princiers étaient invités à choisir entre intégration au Pakistan et à l'Inde. Bahawalpur, dont la population est majoritairement musulmane, décide de rejoindre le Pakistan. 
Le 14 octobre 1955, la principauté est dissoute pour être pleinement intégrée à la province du Pakistan occidental, alors que le pays devient une république avec l'adoption d'une nouvelle constitution l'année suivante. Cela a été possible grâce à un accord entre le dernier prince et le gouverneur-général Malik Ghulam Muhammad, permettant à la famille princière de garder son titre de « Nawab » et des privilèges protocolaires.

## Géographie

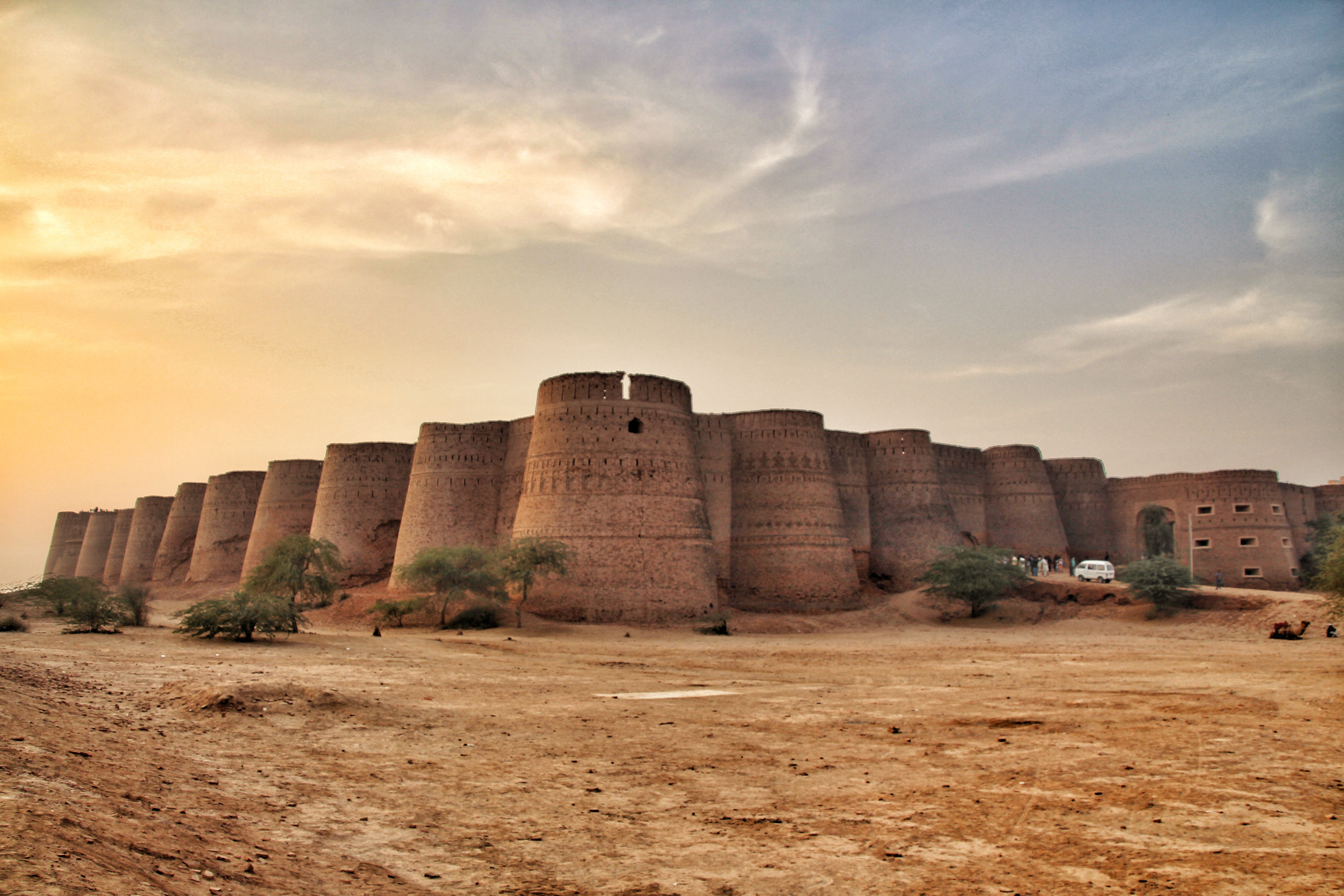
Le fort de Derawar, dans le désert du Cholistan.

Le climat de Bahawalpur est majoritairement chaud et sec, avec des températures s'étalant entre 48 et 7 degrés Celsius. Le désert du Cholistan couvre le sud de la division. Ce dernier dispose pourtant de nombreuses zones irriguées héritées de l'Empire britannique : la construction du barrage Ottu en 1896 sur la rivière Hakra a permis la constitution d'un réservoir destiné à la culture. La rivière Sutlej marque la frontière nord de la division. La population du district, principalement rurale, vit surtout de l'agriculture, notamment du coton.

## Démographie
Selon le recensement de 2017, la population de la division s'élève à 11 452 594 habitants. L'étude précédente pointant une population de 7,6 millions, la croissance annuelle moyenne s'élève à 2,15 %, semblable à la moyenne provinciale du Pendjab mais un peu plus faible que la moyenne nationale de 2,4 %. Près de 24,5 % des habitants sont urbains, contre 36 % au niveau national.
La langue majoritaire dans la division est le saraiki, parlée par près de la moitié de la population. Le pendjabi est parlé par 43 % des habitants et l'ourdou par 3,5 %, en 2017.
Près de 97,9 % de la population de la division est musulmane, les plus importantes minorités étant les hindous (1,6 %) et chrétiens (0,3 %).

## Administration

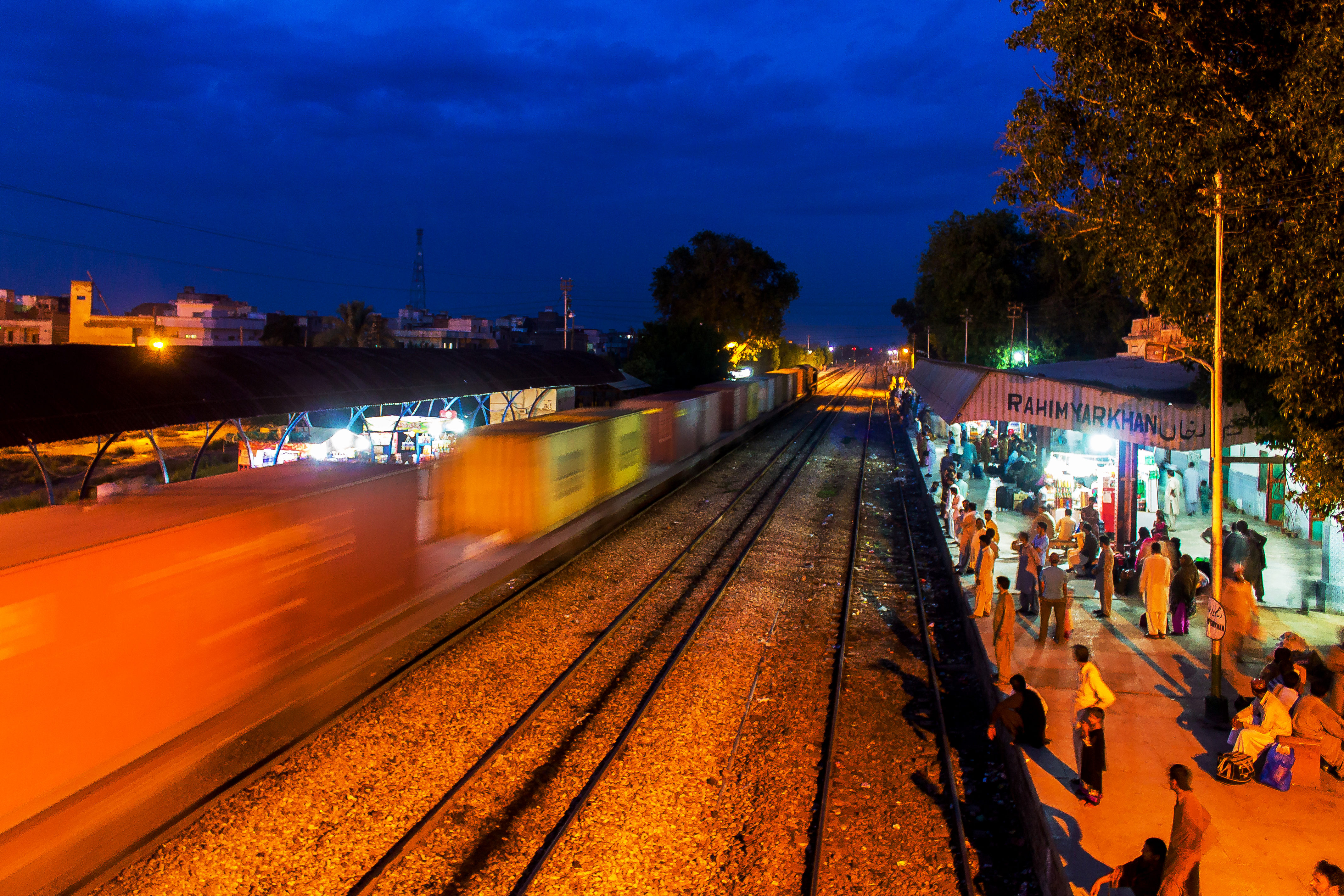
La gare de Rahim Yar Khan.

La capitale de la division est le chef-lieu de son district central, Bahawalpur. Son district le plus peuplé est pourtant Rahim Yar Khan, le plus méridional, particulièrement dense.
| District       | Population (2017) | TCAM   | Urbanisation |
| -------------- | ----------------- | ------ | ------------ |
| Bahawalnagar   | 2 975 656         | 1,95 % | 20,3 %       |
| Bahawalpur     | 3 669 176         | 2,18 % | 31,9 %       |
| Rahim Yar Khan | 4 807 762         | 2,26 % | 21,4 %       |

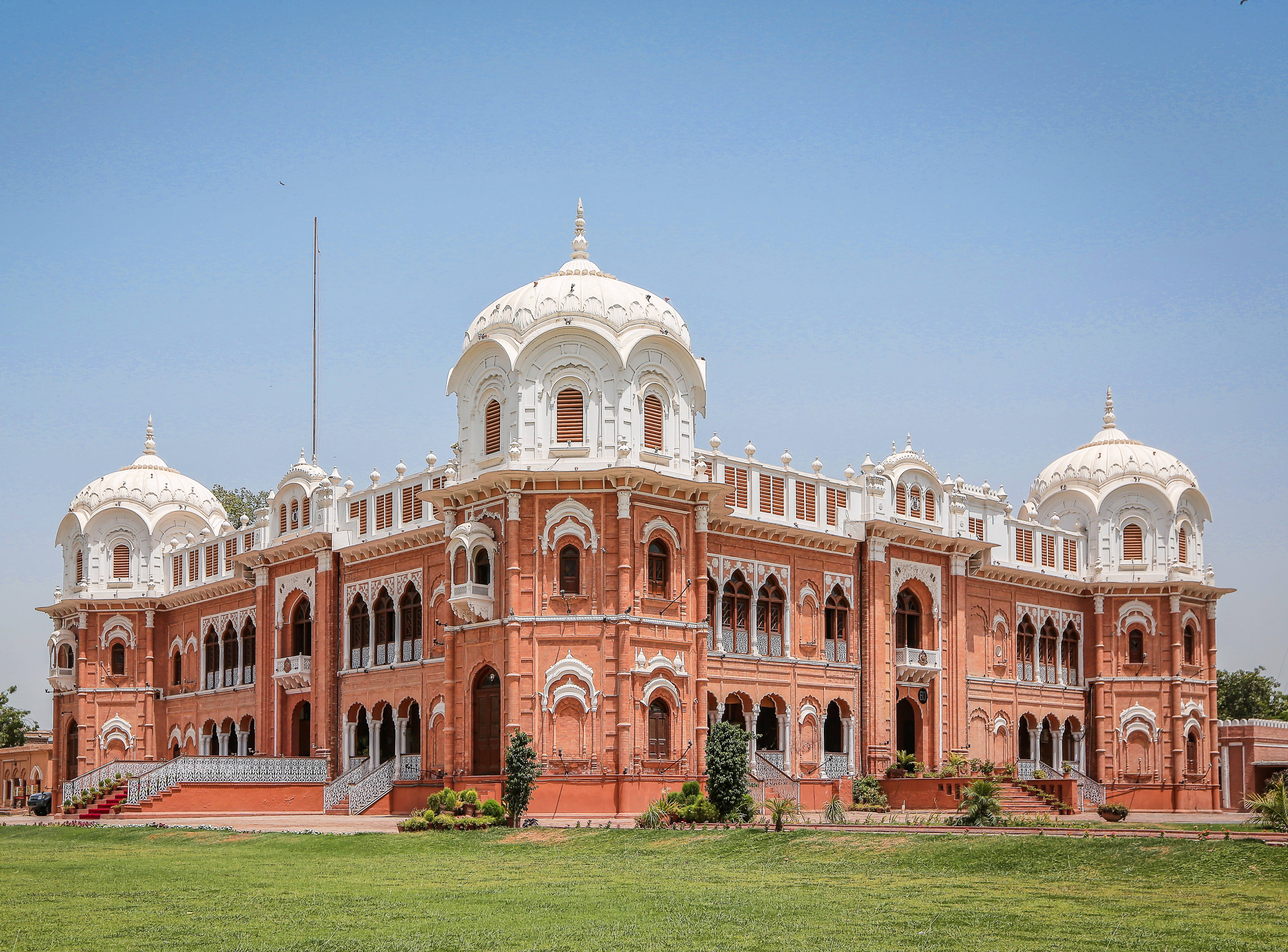
Le Darbar Maha de Bahawalpur.

Neuf villes de la division dépassent les 100 000 habitants. La plus importante est la capitale Bahawalpur, qui regroupe près de 7 % de la population du district.
| Ville            | Population (rec. 2017) |
| ---------------- | ---------------------- |
| Bahawalpur       | 762 111                |
| Rahim Yar Khan   | 420 419                |
| Sadiqabad        | 239 677                |
| Khanpur          | 184 793                |
| Bahawalnagar     | 161 033                |
| Chishtian        | 149 939                |
| Ahmedpur Sharqia | 133 369                |
| Hasilpur         | 115 536                |
| Haroonabad       | 107 858                |